# Sjarhej Amel'jančuk
Sjarhej Pjatrovič Amel'jančuk (in bielorusso Сяргей Пятровіч Амельянчук?, in russo Сергей Петрович Омельянчук?; Minsk, 8 agosto 1980) è un ex calciatore bielorusso, di ruolo difensore.

## Carriera

### Club
Durante la sua carriera ha militato in numerose squadre di club, tra cui il Terek Groznyj, in cui gioca tra il 2008 e il 2011.

### Nazionale
Conta molte presenze con la nazionale bielorussa.

## Palmarès

### Club

#### Competizioni nazionali
- Campionato polacco: 1

Legia Varsavia: 2001-2002
- Coppa di Lega polacca: 1

Legia Varsavia: 2002